# 1940 في السعودية
تحتوي هذه المقالة على أهم الأحداث التي شهدتها السعودية في 1940، إضافة إلى أهم الشخصيات السعودية التي وُلدت أو تُوفيت في هذه السنة.

## السياسة

### الحكم
الملك: عبد العزيز بن عبد الرحمن آل سعود

## أحداث

### فبراير
- 6: ارتقاء مستوى العلاقات والتمثيل الدبلوماسي بين السعودية والولايات المتحدة من قنصلية إلى مفوضية.[1][2]
- 9: وزارة المالية تعلن عن استمرار تخفيض الرسوم الجمركية على البضائع بمناسبة الحالة العمومية.[3]
- 16: صدور الامر العالي بالموافقة على نظام المدارس الأميرية والتي تشمل جميع مدارس القرى والمدارس التحضيرية والابتدائية والمعهد العلمي السعودي وقد تضمن النظام مجانية التعليم لجميع التلاميد و مدتها ثلاث سنوات بالمدارس التحضيرية و 4 سنوات في المدارس الابتدائية وباللغة العربية، كما يحظر على الطاقم التعليمي ممارسة التجارة أو أعمال أخرى كاعطاء التلاميذ دروس خصوصية، كما تم تحديد وقت عطلة المدارس الأميرية في يوم الجمعة و بعد ظهر يوم الخميس بالإضافة إلى العطلة الصيفية و الموسمية.[4]

### أبريل
- 19: وزارة المالية تقوم بالتنبيه على نقل مركز تفتيش السيارات الواقع بين جدة و مكة المكرمة نظرًا للبدء في تعبيد الطريق بين المدينتين. [5]
- 26: الحكومة السعودية تصدر نظام للإقامة ووجوب حصول المقيمين فيها على دفاتر تصريح، كما تم سن نظام الابعاد من المملكة لمن لم يقدم نفسه خلال المدة المحددة.[6]

### مايو
- 3: ابرام اتفاقية المنطقة المحايدة بين المملكة العربية السعودية و المملكة العراقية وتم التوقيع في بغداد باليوم التاسع عشر من شهر ربيع الأول سنة 1357 هجري الموافق 19 من شهر أيار سنة 1938 م وقد نصت الاتفاقية على أن لرعايا الدولتين حرية الرعي واستيراد المياه بالمنطقة المحايدة أيضا لكلا الفريقين استعمال سلطته الكاملة على رعاياه بالمنطقة المحايدة كما أنه يمكن للسلطات المعينه من معاهدة الصداقة وحسن الجوار حسم الاختلافات التي تحدث بين الرعايا العراقيين و رعايا المملكة خلال وجودهم في المنطقة المحايدة. أيضًا تتعاون كلا القوات السعودية والعراقية داخل المنطقة المحايدة لمكافحة التهريب و تعقب المهربين وفي حالة مصادرة أموال مهربة نتيجة تعقب مشترك حينها يتم اقتسام الأموال بين الحكومتين.[7]
- 10: أمانة مدينة الرياض تتفق مع شركة التبادل التجاري على فتح صيدليات في المملكة العربية السعودية لبيع الأدوية بجميع أنواعها و باسعار متفاوته على أن لا يزيد الربح عن 25%.[8]
- 17: مديرية البرق والبريد العامة تؤسس مركز للبرق والبريد في بلدة أم رضمة لقبول و تبادل المراسلات البريدية واللاسلكية.[9]
- 31: تأسيس المدرسة الليلية الأولى في المدينة النبوية وقد تم انشاء لجنة فرعية بالمدينة لتقوم بالاشراف على هذه المدرسة وهم: الشيخ عبدالعزيز الخريجي رئيسًا للجنة و الشيخ عبدالحق النقشبندي و على حافظ و محمد سالم كأعضاء للجنة. [10]

### يونيو
- 7: إدارة البرق والبريد العامة تحدث وظيفة مأمورية الحوالات والطرود بالطائف لقبول الحوالات والطرود إلى كافة الجهات.[11]
- 28: وكالة الدفاع تفتتح الدورة الثانية للمدرسة العسكرية وأن التقديم للانضمام إليها سيكون عبر وكالة الدفاع بالطائف وقد نشرت شروط الدخول فيها وهي أن يحمل الجنسية العربية السعودية وأن لا يقل عمره عن 18 ولا يزيد عن 25 و أن يكون حسن الأخلاق ولم يسبق له ارتكاب جريمة وأن يكون قد أتم تحصيله التحضيري والنجاح في الفحص الطبي.[12]

### يوليو
- 19: شركة أمريكية تبدأ في تسيير خط بحري فيما بين امريكا و ميناء جدة مارًا بطريق الكاب والسويس.[13]

### سبتمبر
- 20: مدرسة النجاح الليلية تقيم حفلتها السنوية في ختام سنتها الدراسية.[14]
- 27: المملكة العربية السعودية تحتفل بالذكرى السنوية الثامنة لاعلان توحيد المملكة والذي يوافق 22 شعبان.[15]

### أكتوبر
- 4: حكومة المملكة العربية السعودية تصدر تعميم لأصحاب المحلات التجارية الراغبين باستحضار أجنبي من الخارج أن يتقدموا بطلب رسمي للحاكم الإداري بالبلدة للحصول على إذن رسمي.[16]
- 11: الشيخ أحمد ابراهيم الغزاوي شاعر الملك عبدالعزيز و عضو مجلس الشورى يهدي مكتبة اليتيم عشرون كتابًا وقفيًا تنوعت ما بين كتب تاريخية و دينية و أدبية.[17]

- 18: أغارت القوات الجوية الإيطالية على منشآت شركة CASOC النفطية في مدينة الظهران خلال عمليات الحرب العالمية الثانية ولم تتسبب إلا في أضرار بسيطة على خط الأنابيب .

## مواليد

### يناير
- 2: سعود بن فيصل بن عبد العزيز آل سعود، وزير الدولة و عضو مجلس الوزراء و المستشار و المبعوث الخاص لخادم الحرمين الشريفين و المشرف على الشؤون الخارجية السابق.

### أغسطس
- 5: طلال مداح، مغني وملحن.
- 19 نوفمبر : عبد الرحمن بن سعود بن عبد العزيز آل سعود، رئيس نادي النصر (السعودية) سابقاً.

## وفيات
- عبد العزيز بن حمد آل الشيخ مبارك، فقيه مالكي وشاعر (و. 1862).